# Bakbik
Bakbik je magijsko stvorenje iz serijala knjiga i filmova o Hari Poteru. Prvi pomen ovog stvorenja je u knjizi Hari Poter i zatvorenik iz Askabana.

### Opis
Bakbik pripada sorti magijskih stvorenja hipogrifa. Stvorenje sa glavom džinovskog orla i telom konja, olujno-sive boje, narandžastih očiju. Veoma snažne i ponosite životinje koje je moguće pripitomiti, iako se taj čin preporučuje samo stručnjacima. Prilikom prilaženja hipogrifu važno je održavati kontakt očima, a dubok naklon ukazuje na plemenite namere. Ukoliko hipogrif uzvrati naklonom, možete mu se približiti.

### Ishrana
Zbog svoje, delom ptičije, prirode, hipogrifi se hrane insektima do kojih dolaze riljući zemlju kandžama. Po potrebi se mogu hraniti i pticama, kao i sitnijim sisarima.

## Bakbik u serijalu oHari Poteru
Prvi pomen Bakbika je u knjizi Hari Poter i zatvorenik iz Askabana. Predstavljen je, zajedno sa ostalih sedam hipogrifa, prilikom časa Brige o magijskim stvorenjima profesora Rubeusa Hagrida. Sledeći Hagridova uputstva o tretiranju ovog stvorenja, Hari uspeva da uspostavi kontakt sa životinjom i ona mu dozvoljava da je uzjaše.
Bakbik se takođe pojavljuje i u nastavcima Hari Poter i polukrvni princ, kao i u Hari Poter i relikvije smrti kada učestvuje u bitki za Hogvorts, kada predvodi testrale protiv Voledemorovih divova.